# Eerste Kamerverkiezingen 1917
De Eerste Kamerverkiezingen 1917 waren tussentijdse Nederlandse verkiezingen voor de Eerste Kamer der Staten-Generaal. Zij vonden plaats op 14 juni 1917.
De verkiezingen waren noodzakelijk geworden door de ontbinding van de Eerste Kamer, nadat een voorstel tot Grondwetsherziening in eerste lezing door Tweede Kamer en Eerste Kamer aangenomen was. Bij deze verkiezingen kozen de leden van Provinciale Staten - die bij de Statenverkiezingen in juni 1916 gekozen waren - in elf kiesgroepen naar provincie 50 nieuwe leden.
De uitslag van de verkiezingen was als volgt:
| Partij                                | Zetels | Zetels | Zetels | Zetelverdeling naar provincie | Zetelverdeling naar provincie | Zetelverdeling naar provincie | Zetelverdeling naar provincie | Zetelverdeling naar provincie | Zetelverdeling naar provincie | Zetelverdeling naar provincie | Zetelverdeling naar provincie | Zetelverdeling naar provincie | Zetelverdeling naar provincie | Zetelverdeling naar provincie |
| Partij                                | 1916   | 1917   | +/−    | Gr                            | F                             | D                             | O                             | Ge                            | U                             | NH                            | ZH                            | Z                             | NB                            | L                             |
| ------------------------------------- | ------ | ------ | ------ | ----------------------------- | ----------------------------- | ----------------------------- | ----------------------------- | ----------------------------- | ----------------------------- | ----------------------------- | ----------------------------- | ----------------------------- | ----------------------------- | ----------------------------- |
| Algemeene Bond                        | 17     | 17     | 0      |                               |                               |                               |                               | 3                             | 1                             |                               | 4                             |                               | 6                             | 3                             |
| Liberale Unie                         | 15/14  | 14     | 0      | 2                             | 2                             | 1                             |                               |                               |                               | 8                             |                               | 1                             |                               |                               |
| Anti-Revolutionaire Partij            | 9      | 9      | 0      |                               |                               |                               | 1                             | 2                             | 1                             |                               | 4                             | 1                             |                               |                               |
| Christelijk-Historische Unie          | 4      | 4      | 0      |                               |                               |                               | 1                             | 1                             |                               |                               | 2                             |                               |                               |                               |
| Vrijzinnig-Democratische Bond         | 2/3    | 3      | 0      | 1                             |                               | 1                             |                               |                               |                               | 1                             |                               |                               |                               |                               |
| Sociaal-Democratische Arbeiderspartij | 2      | 2      | 0      |                               | 2                             |                               |                               |                               |                               |                               |                               |                               |                               |                               |
| Bond van Vrije Liberalen              | 1      | 1      | 0      |                               |                               |                               | 1                             |                               |                               |                               |                               |                               |                               |                               |
| Totaal                                | 50     | 50     | 0      | 3                             | 4                             | 2                             | 3                             | 6                             | 2                             | 9                             | 10                            | 2                             | 6                             | 3                             |

## Gekozenen
Bij deze verkiezingen waren alle 50 leden aftredend, die allen herkozen werden.
De zittingsperiode van de Eerste Kamer ging in op 28 juni 1917. De zittingstermijn van de gekozen Kamerleden bedroeg negen jaar.
*1850 · 1853 · 1856 · 1859 · 1862 · 1865 · 1868 · 1871 · 1874 · 1877 · 1880 · 1883 · *1884 · 1887 (I) · *1887 (II) · *1888 · 1890 · 1893 · 1896 · 1899 · 1902 · *1904 · 1907 · 1910 · 1913 · 1916 · *1917 · 1919 · *1922 · *1923 · 1926 · 1929 · 1932 · 1935 · *1937 · *1946 · *1948 · 1951 · *1952 · 1955 · *1956 (I) · *1956 (II) · 1960 · *1963 · 1966 · 1969 · *1971 · 1974 · 1977 · 1980 · *1981 · *1983 · *1986 · 1987 · 1991 · 1995 · 1999 · 2003 · 2007 · 2011 · 2015 · 2019 · 2023

* algemene verkiezingen in verband met vervroegde ontbinding van de Eerste Kamer

vanaf 1987 bedraagt de vaste zittingstermijn van de Eerste Kamer vier jaar